# Държавен глава
Държавен глава е общ термин за индивидуална или колективна държавна институция, която е върховен представител на държавата. Държавният глава персонифицира приемствеността и легитимността на държавата. Законодателният орган на страната може да отнеме правомощията на държавния глава чрез импийчмънт.
Реалните функции и правомощия на държавния глава се различават чувствително в различните държави и исторически периоди в зависимост от формата на държавно управление. В САЩ, като президентска република, държавният глава е и глава на изпълнителната власт. В Германия, като парламентарна република, държавният глава има само представителни функции, а в Русия, като полупрезидентска република, държавният глава може да разпуска законодателния орган (Федералното събрание на Русия).
В историята на България, с промяната на държавното устройство, функциите на държавен глава са изпълнявани от монарх, регент, а по-късно от колективни органи като Президиум на Народното събрание, Държавен съвет и Председател (президент) на Републиката. Днес тази функция се изпълнява от институцията Президент на България, чиито правомощия са определени в Конституцията на Република България от 1991 г. която определя сегашното Държавно устройство на България. Новата конституция на България налага държавно устройство, основано на разделение на властите и въвежда институцията на едноличен държавен глава – президент. Предвижда се свикване на Велико народно събрание (400 народни представители), което може да променя формата на държавно управление и устройство, както и конституцията на страната. Въвежда се институцията Конституционен съд, чиято основна задача е да гарантира върховенството и спазването на Основния закон на републиката. Обикновеното народно събрание се избира за срок от 4 години и в него участват 240 народни представители.
Президентът в България се избира пряко от избирателите за срок от 5 години и може да бъде преизбран само за още един мандат. Той представлява държавата в международните отношения, сключва международни договори, дава и възстановява българско гражданство, назначава и освобождава от длъжност висши държавни служители, упражнява право на помилване, опрощава несъбираеми държавни вземания, насрочва избори и референдуми, упражнява контрол върху законодателната дейност на Народното събрание чрез правото на отлагателно вето (правото да върне на Народното събрание приет закон за ново обсъждане). Президентът е върховен главнокомандващ въоръжените сили на България.
Първият президент на България, избран с пряк вот съгласно разпоредбите на новата конституция, е д-р Желю Желев, който печели президентските избори на втори тур на 19 януари 1992 г. В края на своето управление той пожелава да направи България полупрезидентска република, като се аргументира с необходимостта от по-осезаем контрол над изпълнителната власт от страна на държавния глава. Според него с Конституцията на Народна република България от 1971 г. България е имала такава форма на управление, като тази форма на управление е желана от повечето българи и това трябва да се докаже със свикване на референдум.

## Компетенции на държавния глава
Терминът „Държавен глава“ обозначава индивидуален или колективен орган, който изпълнява главната представителна функция на дадена монархия, република, федерация, държавно обединение или друга форма на държавност. Като цяло неговата фигура олицетворява единството и легитимността на една държава. Той обикновено упражнява политическа власт, функции и задължения, заложени в конституцията и законите на тази държава. В националните държави, държавният глава често се смята за официален „лидер“ на нацията.
Въпреки че е изразена в различна степен и понякога дори липсва, неговата фигура притежава още една важна функция освен чисто представителната – той участва в управлението на държавата. От изложеното по-долу става ясно, че именно съотношението между представителните задължения на държавния глава и неговата политическа власт определя към кой тип ще бъде причислен неговия пост. Това съотношение се определя от различни фактори и търпи еволюция, но най-често е заложено в конституцията на конкретната държава. Освен конституционно определено, положението на държавния глава е тясно свързано и с историческото и икономическо развитие на държавата и други фактори. 
Реалните управленчески и представителни правомощия, които дава един и същ държавен пост, могат да се упражняват по различен начин от различните личности, които го заемат. В този смисъл изборът на държавен глава, в най-голяма степен спрямо останалите политически фигури, се основава на преценката спрямо конкретна личност. Подобен избор често се асоциира с идеята за „обединител на нацията“ и „главен представител“, доколко това има отношение към политическите умения на едно лице е въпрос на дискусия най-вече в държавите, в които държавният глава управлява или участва в управлението и на изпълнителната власт.

## Конституционни модели
Най-общото деление на държавното управление е на „монархия“ и „република“, в зависимост от вида (и обикновено от начина, по който постът се предава) на техния държавен глава. Това най-често е конституционно заложено, но като такова невинаги е определящо за конкретната политическа система – тя често или се развива значително в рамките и на двете категории, или остава непроменена по други критерии, въпреки преминаването от монархия към република (или по-рядко от република към монархия).
Различните политически системи на държавите се установяват с техните конституции, според които могат да бъдат разграничени четири основни вида държавен глава:
1. Система на държавно управление, при която постът на държавен глава не съдържа никаква изпълнителна власт и играе символична представителна роля.
2. Парламентарната система, при която държавният глава притежава изпълнителна власт, но нейното упражняване изисква съгласието на кабинета.
3. Президентската система, при която държавният глава е едновременно и ръководител на правителството, и активно упражнява изпълнителна власт.
4. Полупрезидентска система, при която държавният глава споделя функциите си с министър-председателя: този модел се нарича „държавен глава без изпълнителна власт“. При него постът е напълно изключен от изпълнителната власт: той не притежава дори теоретично каквато и да било изпълнителна власт или роля, дори чисто формална, в управлението на държавата. Правителствата при такава система не се наричат с официално приетите определения при парламентарния модел „Правителството на Негово / Нейно Величество“ или „Правителството на Негово / Нейно Превъзходителство“. В рамките на тази обща категория могат да съществуват различни варианти според функциите и властта на държавния глава. Кралят на Швеция след гласуването на съвременната конституция на Швеция („Начинът на управление“) през средата на 70-те години на 20 в. вече не притежава нито една от функциите на държавен глава при парламентарна система, които преди са принадлежали на Шведските крале (той все още провежда формални срещи с кабинета всеки месец в кралския дворец). Обратно, единственият контакт, който президентът на Ирландия има с ирландското правителство, се осъществява чрез официална сесия от срещи, които премиерът (наречен „тийшах“) организира за президента. Въпреки това носителят на този пост няма достъп до официалната документация, а комуникацията с министрите преминава през т.нар. „Департамент на Тийшаха“ (кабинетът на министър-председателя).

### Парламентарна система
При парламентарните системи (в някои държави с парламентарно управление, където държавният глава е орган, т.е. притежава реална власт) държавният глава може да се окачестви просто като формалният главен изпълнителен ръководител на държавата, притежаващ изпълнителна власт (откъдето идва и определението на правителството на монарха на Обединеното кралство като „Правителството на Негово / Нейно Величество“ – термин, който показва, че цялата власт принадлежи на суверена, а правителството действа от името на Нейно Величество, а не от това на парламента). Въпреки това поради процес на конституционна еволюция, властта на практика се ръководи само от правителството, водено от министър-председател или президент на правителството, който отговаря пред законодателната власт. Тази отговорност изисква на поста да бъде избран представител на парламента, който разполага с неговата подкрепа (или поне не е в положение на противопоставеност на парламента). Така също на парламента се дава право да гласува вот на недоверие на правителството, принуждавайки го или да подаде оставка, или да търси разпускане на парламента. Тези правителства се окачествяват като отговорни (или отговарящи) пред парламента, като в замяна приемат конституционната отговорност да предоставят конституционен мандат на държавния глава. 
При парламентарните конституционни монархии, легитимността на неизбрания чрез избори държавен глава обикновено произтича от мълчаливото одобрение на народа чрез избраните от него представители. По време на Славната революция английският парламент действал по своя собствена воля при избора на нов крал и кралица (властвалите заедно Мери II и Уилям III). По същия начин, абдикацията на Едуард VIII е изисквала гласуването на закон в парламентите на всяка от страните в британската общност поради независимостта от монархията на всяка една от държавите в лична уния. При конституционните монархии, позицията на монарха е създадена от конституцията и би могла легитимно да бъде отхвърлена чрез една демократична процедура на конституционна промяна, въпреки че често има сериозни процедурни препятствия пред подобен процес (както например в конституцията на Испания).
В условията на парламентарна система съществуват множество варианти на позицията на държавния глава. Колкото по-стара е една конституция, толкова повече в нея съществуват условия за упражняване на власт от страна на държавния глава над правителството. Много от конституциите на по-старите парламентарни системи дават на държавния глава правомощия и функции, сходни с тези при президентски или полупрезидентски системи, като в някои случаи няма съотношение към съвременните демократични принципи за отговорност пред парламента или дори пред правителствените институции. Например конституцията от 1848 г. на Кралство Италия е била достатъчно многозначна и остаряла към 20-те години на 20 в., за да даде на крал Виктор Емануил III правомощия да назначи при противоречиви обстоятелства Бенито Мусолини на власт. Някои парламентарни системи от Британската общност комбинират писан конституционен акт, неписан конституционен прецедент, т.нар. Заповеди на Съвета, отворени писма и др., които могат да предоставят на държавния глава или на негов представител допълнителна власт при неочаквани обстоятелства (пример за това е освобождаването от длъжност на австралийския министър-председател Гоф Уитлам от Главния губернатор сър Джон Кер). 
Други примери за държавен глава с по-голяма от обичайното власт в условията на парламентарна система, поради неясноти в конституциите или безпрецедентни извънредни ситуации в държавата, включват решението на Леополд III (крал на белгийците), да се предаде от името на държавата си пред настъпващата немска армия през 1940 г., против волята на правителството си. Считайки, че действието му е подтикнато от отговорността поета чрез клетвата по време на коронацията си, той вярвал, че решението на правителството му да се бие, вместо да се предаде е грешно и ще навреди на Белгия. Решението на Леополд III се оказва много противоречиво. След Втората световна война Белгия гласува чрез референдум връщането му на трона, но поради продължаващите разногласия по въпроса той все пак абдикира.

### Президентска система
„Президентска система“ в този контекст не предполага автоматично наличието на президент, но на всякакъв вид държавен глава – избран, наследствен или диктатор – който извършва президентска функция. Този модел понякога се нарича „империалистически“, имайки се предвид не самата титла император, а по-скоро нейното превъзходство.
Някои конституции или основни закони предвиждат държавен глава, който не само изпълнява представителни функции, но и упражнява дейността на оглавяващ изпълнителната власт, работейки отделно или независимо от законодателната власт. Тази система понякога се окачествява като „президентска“, защото правителството отговаря единствено и изключително пред упражняващия президентството и се избира, а при съответните обстоятелства и разпуска от държавния глава, без той да се допитва до законодателната власт. Някои президентски системи, без да предвиждат събирателна изпълнителна отговорност пред законодателния орган, може да изискват законодателно одобрение за определени лица, преди те да встъпят в поста си в кабинета или да овластяват законодателната власт да отстраняват президента от неговия пост (например в САЩ). В този случай дебатът се концентрира върху удачността конкретно лице да упражнява тази функция, а не върху преценка на работата му след като е вече избрано, и не включва властта да бъдат отхвърлени или одобрени предложените членове на кабинета (en bloc), така че това не е отговорността в контекста на парламентарната система.
Някои президентски системи включват премиер, но както и другите министри той е отговорен само пред президента, а не пред законодателя. В мнозинството подобни случаи този пост има минимално политическо значение, като се заема от административен технократ не от политик. Премиерът в една президентска система няма конституционното и политическо превъзходство на такъв при парламентарна система и често се възприема просто като политически по-младша фигура, която може да се занимава с функционирането на правителството, като в същото време позволява на президента да съставя цялостната държавна програма.
Президентските системи са характерни за конституциите на държавите от двете Америки, включително тези на САЩ, Бразилия и Мексико. Това се отдава на влиянието на конституцията на САЩ, тъй като тази държава е вдъхновила и послужила за модел на войните за независимост в Латинска Америка в началото на 19 век. Повечето президенти на тези държави се избират чрез демократични способи (директно от народа или при индиректен избор). Въпреки това, както при всички други системи, президентският модел включва и хора, които са станали държавен глава по други начини, особено чрез военен диктат или преврат, както се наблюдава в Южна Америка, Близкия изток и други президентски режими. Някои от характерните черти на президентската система (напр. силна доминираща политическа фигура, пред която е отговорна изпълнителната власт, за сметка на отговорност пред законодателната такава) могат също така да бъдат открити измежду абсолютните монархии, парламентарните монархии и еднопартийните (напр. комунистическия) режими, но в повечето случаи диктатурата прилага прокламираните си конституционни модели само като наименование, а не като политическа теория или практика.
През 70-те години на 19 век в САЩ, като последица от провежданата процедура по „импийчмънт“ на президента Андрю Джонсън и възможността да бъде отстранен от поста, са изразени мнения, че САЩ също ще преминат от формата на президентската система към полупрезидентска или дори парламентарна такава, при която Говорителят на Камарата на представителите да се превърне в де факто център на правителството с пост, съответстващ на премиерския. Това не се случва и президентската институция, отслабена от трите убийства на президенти в края на 19-и и началото на 20 век (Линкълн, Гарфийлд и Маккинли) и отстраняването от пост (Джонсън), възстановява политическото си превъзходство в първите десетилетия на 20 век с личности като Теодор Рузвелт и Удроу Уилсън.
Президентската система е доминиращ модел на управление в света. Тя е най-успешната форма на управление с присъщите ѝ обширни правомощия, признати на държавния глава. Въпреки очевидната опасност от злоупотреба с така обособената президентска власт, системата се е доказала като най-универсална спрямо разнообразието от човешки общества и държавни обединения. 

### Полупрезидентски системи
Полупрезидентските системи комбинират черти на президентската и парламентарна системи, по-специално в изискването правителството да отговаря както пред президента, така и пред законодателната власт. Конституцията на Петата френска република предвижда премиер, който се избира от президента, но въпреки това трябва да има подкрепата на Националното събрание. Ако президентът е в единия край на политическия спектър, а неговата опозиция контролира законодателната власт, той обикновено е задължен да избере някой от опозицията за поста министър-председател – процес, наречен „съвместно съжителство“. Например президентът социалист Франсоа Митеран е принуден да „съжителства“ с неоголист (от дясното крило) в лицето на Жак Ширак, който е негов премиер от 1986 до 1988 г. При такава ситуация във френската система на президента често се дава възможност да определя политическата програма в областта на външните работи, докато премиерът се занимава с изпълнението на вътрешната политика.
Други държави еволюират до система, близка до полупрезидентската или дори президентска такава. В конституцията на Ваймарската република се предвиждал избиран от народа президент, който да има теоретично превъзхождаща изпълнителна власт, която да упражнявана само при извънредни ситуации. В същото време е имало кабинет, избиран от него от редиците на Райхстага, от който се очаквало при нормални обстоятелства да е отговорен пред Райхстага. Първоначално президентът е бил просто символична фигура при доминиращ Райхстаг. Въпреки това продължителната политическа нестабилност, при която правителствата оставали на власт само за няколко месеца, довела до промяна в структурирането на властта в републиката. Налагало се е президентската власт при извънредни условия да бъде използвана все по-често, за да поставя правителства, изправени пред критичния или дори враждебен вот на Райхстага. Към 1932 г. властта е била изместена до такава степен, че германският президент Паул фон Хиндербург е бил в състояние да отстрани от пост главния канцлер и да постави на този пост личност по свой избор, дори и заемащият поста да е имал доверието на Райхстага, а новоизбраният – не. Така президентът фон Хиндербург използвал властта си, за да назначи Адолф Хитлер за главен канцлер, без да се допита до Райхстага.

### Еднопартийни държави
В този случай истинската политическа власт принадлежи на оглавяващия единствената законно съществуваща партия, в някои държави с марксистка конституция, спадащи към типа „конституционна социалистическа държава“, наподобяващ бившия СССР и съставните му съветски републики, не е имало официален пост „държавен глава“, а за такъв е смятан по-скоро оглавяващият законодателния „съветски“ клон на властта. В Съветския съюз този пост е имал названия като „Председател на Централния изпълнителен комитет на СССР“, „Председател на Президиума на Върховния съвет“ и „Председател на Централния изпълнителен комитет на Руския конгрес на Съветите“ в случая със Съветска Русия (до 1922 г.). Този пост е можело или не да принадлежи на де факто съветския лидер. Например Никита Хрушчов никога не е оглавявал Върховния съвет, но е управлявал като генерален секретар на партията и като министър-председател.
Този модел може да доведе до институционална променливост, както се е случва в Северна Корея. Там след президентството на партийния лидер Ким Ил Сунг постът остава празен с години, тъй като на починалия президент е дадена посмъртната титла на президент „завинаги“ (подобно на някои древни традиции от Далечния изток, които дават посмъртни имена и титли на монарсите). За 4 години цялата истинска власт като лидер на партията е наследена от неговия син Ким Джонг Ил, първоначално без официален пост, в който наименованието не е официално заменено на 5 септември 1998 г. за церемониални цели с този на Председател на президиума на върховното народно събрание. В същото време постът на партийния лидер като Председател на Националната комисия по отбрана е обявен за „най-високия пост в държавата“, подобно на случая с Дън Сяопин по-рано в Народна република Китай.

## Усложнения с категоризацията
Съществуват ясни категории, но понякога е трудно да се избере към коя принадлежат някои държавни глави. Конституционната промяна в Лихтенщайн през 2003 г. дава на своя държавен глава (принца) конституционни правомощия, включващи вето над законодателната власт и право да разпуска кабинета. Спорно е дали засилването на правата на принца, за сметка на тези на законодателната власт, е поставило Лихтенщайн в полупрезидентската категория. По подобен начин дадените чрез конституцията от 1974 г. правомощия на президента на Гръцката република придвижват Гърция по-близо до френския полупрезидентски модел. Също така властта на монарха на държавите от британската общност по собствена воля да разпуска всяко свое правителство предполага, че всяка от държавите може да се причисли към тази полупрезидентска категория. В действителност категорията, към която се причислява всеки един държавен глава, зависи не от теоретичната квалификация, а от практиката. На практика монархът на държавите от Британската общност никога не е разпускал правителство от началото на 19 век, докато в действителност Гръцката република, дори преди властта на Президента на Републиката да бъде ограничена през 1986 г., работи като нормална парламентарна система. Докато принцът на Лихтенщайн не упражни теоретичната власт на своя пост, графството ще продължава да се окачествява като една парламентарна система.
Друго противоречие съществува в Южна Африка, където президентът се избира от законодателната власт (присъщо по принцип на премиерската), но носи и титлата президент, служи за определен срок от време, и от него се очаква да бъде държавния глава. Науру и Ботсвана имат подобно устройство.
Панама по време на военния диктат на Омар Торихос и Мануел Нориега на теория е президентска република. Въпреки това избраните цивилни президенти са били само фигуранти, докато истинската политическа власт е изпълнявана от главнокомандващия военните сили.
Функциите на държавния глава съчетават до различна степен представителната и изпълнителната власт. В доминиращата форма на управление в света, лицето на този пост носи и главната изпълнителна власт. По пътя на обществената еволюция, някои държави постигат форми на управление, при които държавният глава разполага до различна степен с ограничена политическа власт, като едновременно символизира единството на нацията и носи представителна роля. Примери за това са Швейцария (колективен пост държавен глава) и Нидерландия (при парламентарна демокрация и конституционна монархия).

## Външни източници
- Списък на новите държавни глави
- Списък на настоящите диктатори в света
- Карта на свободните страни в света според Freedom House